# جيمس مارشال (لاعب اتحاد الرغبي)
جيمس مارشال (بالإنجليزية: James Marshall)‏ هو لاعب اتحاد الرغبي نيوزيلندي، ولد في 7 ديسمبر 1988 في أوكلاند في نيوزيلندا.

## وصلات خارجية
- جيمس مارشال على موقع دوري الرغبي الممتاز (الإنجليزية)
- جيمس مارشال عل موقع إسبنسكروم (الإنجليزية)
- جيمس مارشال على موقع ItsRugby.co.uk (الإنجليزية)